# Ismaël Lô
Ismaël Lô (Dogondoutchi, Níger, 30 d'agost de 1956) és un cantant i músic senegalès, un dels cantants més famosos del Senegal després de Youssou N'Dour i, com aquest, ha estat un dels popularitzadors de l'estil musical senegalès conegut com a mbalax.
Tot i que cantava des de feia molts anys, sobretot amb el grup Super Diamono, no va ser fins al 1990 que la seva carrera es veié propulsada cap a la fama gràcies al títol Tajabone, tret del seu sisè àlbum en solitari, Ismaël Lô, que va tenir ressò quan fou integrat a la banda sonora de la pel·lícula Todo sobre mi madre, del realitzador espanyol Pedro Almodóvar.
El 2002 el govern francès el feu cavaller de la Legió d'Honor.

## Discografia
- Gor Sayina (1981)
- Xalat (1984)
- Xiif (1986)
- Natt (1986)
- Diawar (1988)
- Wadiour (1990)
- Ismael Lo (1990)
- Iso (1994)
- Jammu Africa (1996)
- Dabah (2001)
- Sénégal (2006)